# Sepiadarium austrinum
Sepiadarium austrinum — вид головоногих из семейства Sepiadarium отряда каракатицы.

## Описание
Этот вид вырастает до максимальной длины мантии примерно 3 см.

## Распространение
Sepiadarium austrinum встречается восточной части Индийского океана у берегов Австралии.

## Среда обитания и питание
Этот вид является демерсальным животным. Питается амфиподами и изоподами.

## Охранный статус и взаимодействие с человеком
Sepiadarium austrinum относится к видам, для оценки охранного статуса которых недостаточно данных. Безвреден для человека и не является объектом промысла.